# 清川歴史公園
清川歴史公園（きよかわれきしこうえん）は、山形県東田川郡庄内町にある歴史公園。

## 解説
2019年に庄内町の清川地区に開園した歴史公園である。清川関所の「川口番所」と「船見番所」を復元しており、戊辰戦争の戦場にもなった清川地区の史料を川口番所で展示している。
庄内町の清川地区は江戸時代から明治初期まで河岸と関所のある宿場町として栄えていた。清川は最上川の水駅として発達し、付近には最上川が流れている。江戸時代に荘内藩は藩境に5つの番所を設置しており、川口番所はその1つである。清河八郎の出身地でもある。
清川地区より提言された基本構想を受け、庄内町が「清川歴史公園整備基本計画（第1期）」を作成し、2016年より旧清川小学校跡地に整備を進めた。総事業費は1億1400万円。清川関所跡は2016年に日本遺産の認定を受けた「出羽三山生まれかわりの旅」の構成文化財に位置付けられている。

## 園内概要
川口番所
木造平屋建てで延床面積約154 m2。「歴史の里きよかわ」まち歩きの拠点施設として位置付けし、観光情報コーナーや展示スペース、食事処などを設置している。かつて川口番所では、他藩との間を往来する人を監視していた。
船見番所
木造2階建てで延床面積約41 m2。船見番所では最上川を往来する荷物を監視していた。2 mの土台の上に設置された船見番所から最上川を眺めることができる。

## 開館時間・休館日・入館料
- 開館時間：10：00 - 17：00
- 開館期間：3月 - 11月（12月 - 2月は休館）
- 休館日：毎週月曜日（祝祭日の場合は翌平日）
- 入館料：無料

## アクセス
最寄り駅はJR東日本陸羽西線清川駅。
- 鉄道
  - 新庄駅から清川駅まで30分
- 車
  - 庄内空港から40分
  - 山形自動車道酒田インターチェンジから30分

## 周辺
- 国道47号
- 陸羽西線
- 最上川
- 清川公民館
- 清河八郎記念館
- 北楯大堰